# Burcu Biricik
 (avril 2018).
Si vous disposez d'ouvrages ou d'articles de référence ou si vous connaissez des sites web de qualité traitant du thème abordé ici, merci de compléter l'article en donnant les références utiles à sa vérifiabilité et en les liant à la section « Notes et références ».
Burcu Biricik, née le 4 mai 1989 à Elmalı en Turquie, est une actrice et mannequin turque. 
En Afrique et en France , elle est connue pour avoir interprété le rôle de Kubra Kiliç Çapan dans la telenovela Şeref Meselesi. 

## Biographie
D'origine Yörük, elle est née le 4 mai 1989 à Antalya. Elle étudie l'archéologie à l'Université Ege.
Elle a épousé Emre Yetkin en 2016.

## Films
2013 : Room Of Faith 
2015 : Bana masal anlatma (Ezge)
2016 : Çok Uzak Fazla Yakın (Aslı)
2018 : Her şey seninle güzel (Deniz)
2019 : Çiçero (Cornellia Kapp)

## Séries
2014 : Şeref Meselesi (Kübra Çapan Kiliç)
2016/2017 : Hayat Şarkisi (Hülya Çamoğlu Cevher)
2019 : Kuzgun (Dila Bilgin)
2021 : L'ombre de Fatma (Fatma)